# Stenolophus dissimilis
Stenolophus dissimilis är en skalbaggsart som beskrevs av Pierre François Marie Auguste Dejean. Stenolophus dissimilis ingår i släktet Stenolophus och familjen jordlöpare. Inga underarter finns listade i Catalogue of Life.